# 社会主义行动 (香港)
社會主義行動（英語：Socialist Action），簡稱社义行动（SA），是香港的一個托洛茨基主义組織，同时也是国际社会主义替代香港支部。该組織自稱採用馬克思主義的方法和分析，致力于在政治上重新武裝工人階級、組織工人階級，為社會主義世界而奮鬥。该组织反對由资本家支配的中國共產黨獨裁體制，並稱其將中國變為「世界血汗工廠」，貧富懸殊為世界最嚴重的國家之一。该组织主張為中國工人建立具戰鬥性的獨立工會，以反對資本剝削及專制統治。该组织与梁国雄领导的四五行动关系密切，梁国雄也被认为是该组织的实际领导人。

## 起源
社會主義行動在2010年由一群參與五區公投運動的年輕活躍者成立。當時五名泛民主派（公民黨、社民連）立法會議員辭職，觸發了爭取雙普選的補選運動。社義行動支持運動的整體目標，反對香港特別行政區政府不民主的政改方案，同時在「實現真民主，踢走資本家」口號下參與運動，從而「高舉社會主義的旗幟，解釋為何爭取民主權利的鬥爭一定要挑戰資本主義才能成功」。
在這場運動中，社義行動的民主綱領超出了其他泛民主派政黨。除了支持運動的主要訴求（廢除功能組別，一人一票選特首）外，社義行動主張降低投票年齡到16歲、外傭的投票權、立法會議員領取技術工人的薪金、以「真正人民議會」取代跛腳的立法會以令議會有權向富人徵重稅、消滅貧窮、實施體面的最低工資、重新公有化私有產業以創造真正的工作職位。
《社會主義者》雜誌從2009年開始由一群中國大陸的活動者開始出版，是被中華人民共和國政府禁制的地下刊物。由2010年開始，社會主義行動開始參與該刊的制作，在香港沒有被禁止。自從2011年以來，該刊的台灣版也開始出版。

## 政治立場
社會主義行動反對獨裁體制、支持工人鬥爭、支持外傭居港權、女性平權，反對歧視、與右翼的本土派不和、支持難民鬥爭。
社會主義行動要求梁振英政府下台。社會主義行動批評，香港主流泛民政黨走“腐儒”路線，只以談判妥協循序漸進達成民主改革；他們認為，面對中共獨裁體制，這策略根本不會成功，因為中共政權害怕放寬少許的政治控制都會造成「缺堤」，大規模的群眾運動可以掃走整個政權。

### 民主社會主義
由於列寧指出「民主是社會主義不可或缺的」，社會主義者和馬克思主義者永遠站在民主鬥爭的前線。社會主義行動認為，斯大林、毛澤東及其繼承者的一黨專政，與真正的社會主義和共產主義差天共地，這些政權雖然是建基於國有計劃經濟，但都被官僚化的制度扭曲。社會主義行動認為，真正的民主不能在資本主義的框架下贏得：即使在最發達的「西方民主」國家，非民選的商賈巨富和大財團都在操控政局；因此，資本主義就是獨裁，不是專政，就是“金融市場的專制”（例如資本主義的「民主國家」，尤其美國）。社會主義提出的替代方案是民主社會主義，以民主方式營運公有的經濟體，在計劃經濟的制度下滿足民眾需要；廣大市民，包括工人和消費者，會參與民主決策，並控制社會的資源。

### 建立新的工人政黨
社義行動指出，需要在全球建立新的工人階級群眾政黨，作為組織群眾鬥爭、爭取對社會主義綱領的支持、反對資本主義和獨裁體制的政治工具。他們認知到，今天在社會各階層都有複雜矛盾的政治情緒。由於斯大林主義一黨專政國家（假「社會主義」）倒台，加上舊有的社会民主主义政黨墮落、與资产阶级政黨同流合污、失去了原有的工人階級根底、淪為完全的资产阶级政黨，所以造成了群眾中的政治混淆。

### 民主委員會
社義行動亦指出，雨傘運動欠缺內部民主，香港的泛民主派「將『小圈子』領導層模式強加於香港的示威運動」。他們所呼籲在佔領運動內組成基層的民主委員會，所有就政治訴求和策略都應該通過這個民主架構討論。當佔中三子嘗試在佔領區內舉辦電子公投時，社義行動爭取佔領運動內部民主的行動。在港府與學生代表於2014年10月21日在電視機前進行首輪（也是唯一一次）談判後，佔中三子打算在佔領區舉辦電子公投，開始時受到香港專上學生聯會領袖的支持；公投議題包括是否接受政府向北京當局遞交一份民情報告，這被很多人視為微不足道的姿態性動作。社義行動強烈反對這場公投，指只是「佔中及泛民重奪運動主導權的手段，為準備解散運動而鋪路」，對此感到遺憾及憤怒，受到多間香港媒體報導。這場公投在佔領者的群眾壓力下取消，而學生領袖也收回對公投的支持。

## 主要事件

### 反國民教育運動
在2012年9月，由於群眾反對香港政府推出的德育及國民教育科，佔領了政府總部外的廣場一星期，名為「反洗腦運動」。當時，在運動內出現了一些辯論，主要關於什麼形式的抗爭才最有效，以及運動內部民主的問題。當時，社會主義行動是唯一一個團體提出全港大罷課作為行動升級的手段。佔領政總行動被民間反對國民教育科大聯盟突然解散。社會主義行動認為，由於運動內部欠缺民主的決策機制，普通參與者難以透過民主架構進行監督，造成反國教大聯盟的錯誤決定。全港大罷課行動是在運動內唯一的力量，社會主義行動公開批評解散運動的決定，認為如果不接受政府的小讓步，是可以爭取到全面勝利的。

### 2014年香港政改
2014年6月，公民黨的湯家驊舉辦政改論壇，與親北京人士討論如何將提名委員會「民主化」。社會主義行動在論壇會場示威，指控他們準備再度出賣民主。

### 雨傘革命
社會主義行動曾經參與雨傘革命。雨傘革命從2014年秋天開始持續了11個星期的群眾佔領行動。社會主義行動形容，雨傘革命是自1989年六四天安門事件以來，對中共獨裁制度最嚴正的一次挑戰。社會主義行動特別活躍於工人階級地區旺角區，這地區被視為三個佔領區中最激進的一個。

## 选举

### 区议会选举
2015年，社會主義行動派出成員鄧美晶參與深水埗區議會下白田選區的選舉。這是該組織第一次於該選區參選，並獲得了1,152張選票的成績。選舉對手為盤據該區23年的原任區議員甄啟榮，其當時為親商親建制政黨經民聯的成員。甄啟榮在2015年區議會選舉的得票比其上屆減少了568票。這是社會主義行動於2015年區議會選舉中唯一參選的選區，而該選區的非建制派得票率從2011年的28%增加到2015年的33%。
| 政党   | 政党                 | 候选人    | 票数  | %     | ±      |
| ------ | -------------------- | --------- | ----- | ----- | ------ |
|        | 經民聯/西 西九新動力 | ①. 甄啟榮 | 2,320 | 66.82 | ▼5.25  |
|        | 社會主義行動         | ②. 鄧美晶 | 1,152 | 33.18 | 不適用 |
| 多数票 | 多数票               | 多数票    | 1,168 | 33.64 | ▼10.51 |

## 批评
2014年6月10日，親北京報章《大公報》在頭版長篇抨擊社義行動和立法會議員梁國雄。該報導指控，社義行動所隸屬的工人國際委員會是「極左暴力團體」，在巴西、瑞典和土耳其「煽動暴動」。工人國際委員會指出，暴動是盲目而絕望的示威方式，需要有組織的群眾鬥爭，並提出工人階級和社會主義訴求。該報導也指控社義行動與右翼的本土派團體熱血公民合作，但熱血公民從來都激烈反對社義行動。社義行動在回應時寫到，「中共在八九六四時殘暴屠城，《大公報》之流今天卻為其暴行護航，可見其對所謂『暴力』的譴責是虛偽的」。
香港本土派批評，社會主義行動在「什麼議題」也會籌款，由反對中東戰爭到女權運動，以至支持新聞自由等；過程他們在任何大型公眾活動時，都會設立街站，在空白的橫額下「堆砌」議題向活動參加者籌款，「騎劫」香港的示威組織活動。社會主義行動回應，他們是國際主義和社會主義的組織，並不只關注香港的事務，而會反對資本主義對全球勞動人民的壓迫；社會主義行動表示，「我們不會收受財團、政府的一分一毫，中國的不會，美國的也不會...我們想建設一個抗爭型的新民主運動，以工人階級群眾政黨為核心。當然我們對籌錢的態度也會不同，我們只會從基層身上募捐，也會依靠《社會主義者》雜誌。」
国际共产主义同盟（第四国际主义者）部分人士认为，香港最吹捧“民主”反革命的其中一个团体就是伪装为托派的社会主义行动，“社会主义行动的纲领就是将工人阶级出卖给他们直接的阶级敌人：香港资产阶级和他们的帝国主义干爹们。”“社会主义行动拥抱普选诉求，亦即是打倒亲北京港府的诉求，很清楚地表明了该组织处于反革命阵营。”“社会主义行动关于香港和中国的纲领，和它的母体工人国际委员会一样肮脏不堪。后者曾奋力支持帝国主义反对苏联堕落工人国家的各种运动。1991年8—9月，工人国际委员会的前身“战斗倾向”与资本主义复辟分子在莫斯科一同站在叶利钦的一方。”“社会主义行动和他们的同伙糟蹋天安门的历史遗产，为帝国主义在中国推动资产阶级反革命而服务。”

## 外部連結
- 社會主義行動（页面存档备份，存于）
- 工人國際委員會（页面存档备份，存于）